# 徳田章
徳田 章（とくだ あきら、1952年2月24日 - ）は、日本のフリーアナウンサー。

## 人物
神奈川県立茅ケ崎北陵高等学校、日本大学法学部卒業後NHKにアナウンサーとして入局。福井、長野、松山に勤務後、東京アナウンス室でクイズ番組『連想ゲーム』の9代目、11代目、最終回まで司会者を務めるなど、バラエティ番組を中心に様々なジャンルの番組を担当した。2007年以降は『NHKのど自慢』の司会者として全国を巡りつつ放送後に制作担当局が催す「ふれあいミーティング」で視聴者の意見を聴き、定年目前の2009年度で引退し、2010年4月からラジオ深夜便で宇田川清江のあとを継いでアンカーを務める。
『のど自慢』を引き継いだ松本和也が心身のバランスを崩して休養となり2011年7月10日に代理で司会を務め、深夜便を降板して松本の後任として司会復帰が翌日に告知された。2012年2月24日に60歳となり嘱託職へ移行したのち2012年度末まで週の後半は旅行脚を続けた。ザ・ベンチャーズを大いに好み、NHK-FMの『ポップス・グラフィティ』『ミュージック・プラザ』にゲストとして数回出演した。地元を取り上げた『おーいニッポン・神奈川県』で得意のエレキギターを披露した。
2014年1月25日に放送された『ピタゴラスイッチ』で、自身がナレーションを担当するコーナー「お父さんスイッチ」におじいちゃんとして家族で登場した。エグゼクティブアナウンサーを歴任ののち、2017年にNHKを退職した。10月14日放送の『業界用語大辞典』（BSフジ）など民放番組も出演している。

## 出演番組

### 現在
- ピタゴラスイッチ - メインナレーション
- NHKニュース - ラジオニュース(水曜日の13時55分、16時55分の関東甲信越のニュース・気象情報・交通情報、隔週で金曜日の18時50分、19時55分、21時55分、22時55分、土曜日の9時55分の関東甲信越のニュース・気象情報・交通情報、土曜日の2時、3時、4時の全国のニュース)
- ラジオ深夜便（第1・3・5日曜）一時離脱時期あり[9]

### 過去

#### 音楽系
- FMリクエストアワー（福井、長野、松山局）
- きらめき歌謡ライブ　- 司会
- NHK紅白歌合戦（12月31日）
  - 第37回 松山からの中継担当（1986年、当時松山局勤務）
  - 第42回 ラトビア・リガからの中継担当（1991年）
  - 第43回 ラジオ中継担当（1992年）
- ふるさと民謡広場（1990年）
- 歌謡リクエストショー（1991年度、開始当初の2か月間は葛西聖司と交替で司会を担当）
- NHKヒットステージ（1992年度）
- シブヤらいぶ館 木曜日「シング・シング・シング」司会（2007年3月まで）
- NHKのど自慢 - 司会（2007年度 - 2009年度、2011年7月10日 - 2013年3月31日）
- NHK金沢放送局開局80周年記念・歌謡チャリティーコンサート 司会（2010年5月4日、西村由紀江と共に進行）
- 日本の民謡（FM放送、2011年2月・3月）
- 東北Z「歌おう!東北のど自慢」第1回司会（総合テレビ・東北地方向け）

#### その他バラエティー・司会進行
- アイデア対決・全国高等専門学校ロボットコンテスト（1988年第1回、1994年第7回、大会司会と番組中のナレーションを担当）
- 春日局（ナレーション）
- 連想ゲーム（1988年4月 - 1989年3月、1990年4月 - 1991年3月（再担当・最終回迄）、及び2003年の復刻版）
- この人このまち 司会（1998年4月 - 1999年1月）
- おーい、ニッポン 今日はとことん(都道府県) 特別通信員（1998年10月 - 2004年2月）
- 日本列島だんちでクイズ（2002年）
- きよしとこの夜（2005年度）
  - きよしとこの夜2010（2010年8月11日）
- THEクイズモンスター（2007年1月 - 3月）
- こんにちは!動物の赤ちゃん 司会（2007年12月23日、総合テレビ）
- WALKING EYES アルクメデス 「連想ゲーム」のパロディーである「ほうれんそうゲーム」司会（ホウレンソウアナウンサー）の声（2009年のパイロット版と2010年7月から9月のレギュラー放送）
- チョイス@病気になったとき チョイスアドバイザー（2013年4月13日~2016年2月20日・認知症をくい止めろ 回から 危険な大動脈解離 回まで
- 明日へ1min 浜のかあちゃん（初代ナレーション）
- はに丸ジャーナル（ナレーション・2014年8月13日）
- ごちそんぐDJ  ティラミス
  - ミニコーナー スイーツ むずむず言葉で DJみそしるとMCごはん と共演し、早口言葉を披露した。
- 15時間オリエンタルラジソン（2017年12月29日、NHKラジオ第一）
  - 巣鴨、原宿からの中継レポートを担当。

#### 報道・情報系
- おはようジャーナル - リポーター
- 釧路沖地震のキャスター（1993年1月15日）
- イブニングネットワーク（1994年4月4日 - 1995年8月4日、キャスター）
- お元気ですか日本列島 『ハツラツ道場』2代目道場主（2004年度）
- あなたとNHK（2006年度）
- NHK週刊ニュース（2006年8月19日）畠山智之の代理キャスター
- イチ押し 歌のパラダイス　(2020年7月8日放送分からDJとして)

#### 教育・教養系
- わかる国語 読み書きのツボ 3・4年および5・6年
- トライ&トライ  （1986 - 1991年） -トライヤー
- 極める!「友近の温泉学」（2010年3月29日から4回）ナレーション
- こだわり人物伝「植村直己」（ナレーション、2010年8・9月）
- 趣味Do楽 -  ナレーション